# Langangen
Langangen ist eine Ortschaft in der norwegischen Kommune Porsgrunn in der Provinz (Fylke) Telemark. Der Ort hat 448 Einwohner (Stand: 1. Januar 2024).

## Geografie
Langangen ist ein sogenannter Tettsted, also eine Ansiedlung, die für statistische Zwecke als eine städtische Siedlung gewertet wird. Der Ort liegt südöstlich von Porsgrunn/Skien am Langangsfjorden, einem Fjordarm der sich von Süden kommend in das Land einschneidet. Der Großteil des Ortes liegt an der Ostseite des Fjords.

## Verkehr
An Langangen führt die Europastraße 18 (E18) vorbei. Die E18 stellt in Richtung Nordwesten unter anderem die Anbindung an Porsgrunn und in Richtung Südosten an Larvik her. Bei Langangen führt die E18 über zwei Straßenbrücken, die 1979 eröffnet wurden. Im Norwegischen werden die Brücken Langangenbruene genannt. Die östliche Brücke hat eine Länge von 376 Meter und führt über den inneren Teil des Fjords sowie einen Teil des Orts. Die westliche Brücke ist 298 Meter lang und überbrückt ebenfalls einen Teil des Orts und ein Tal. Beide Brücken sind rund 60 Meter hoch.
Vor 1979 verlief die E18 noch durch den Ortskern. Diese alte E18-Streckenführung hat heute den Status eines Fylkesveis. Im Westen von Langangen befindet sich ein Straßenabschnitt namens Korketrekkeren (deutsch Korkenzieher). In diesem Abschnitt befindet sich eine enge Kurve, nach der der Fylkesvei sich selbst überbrückt.

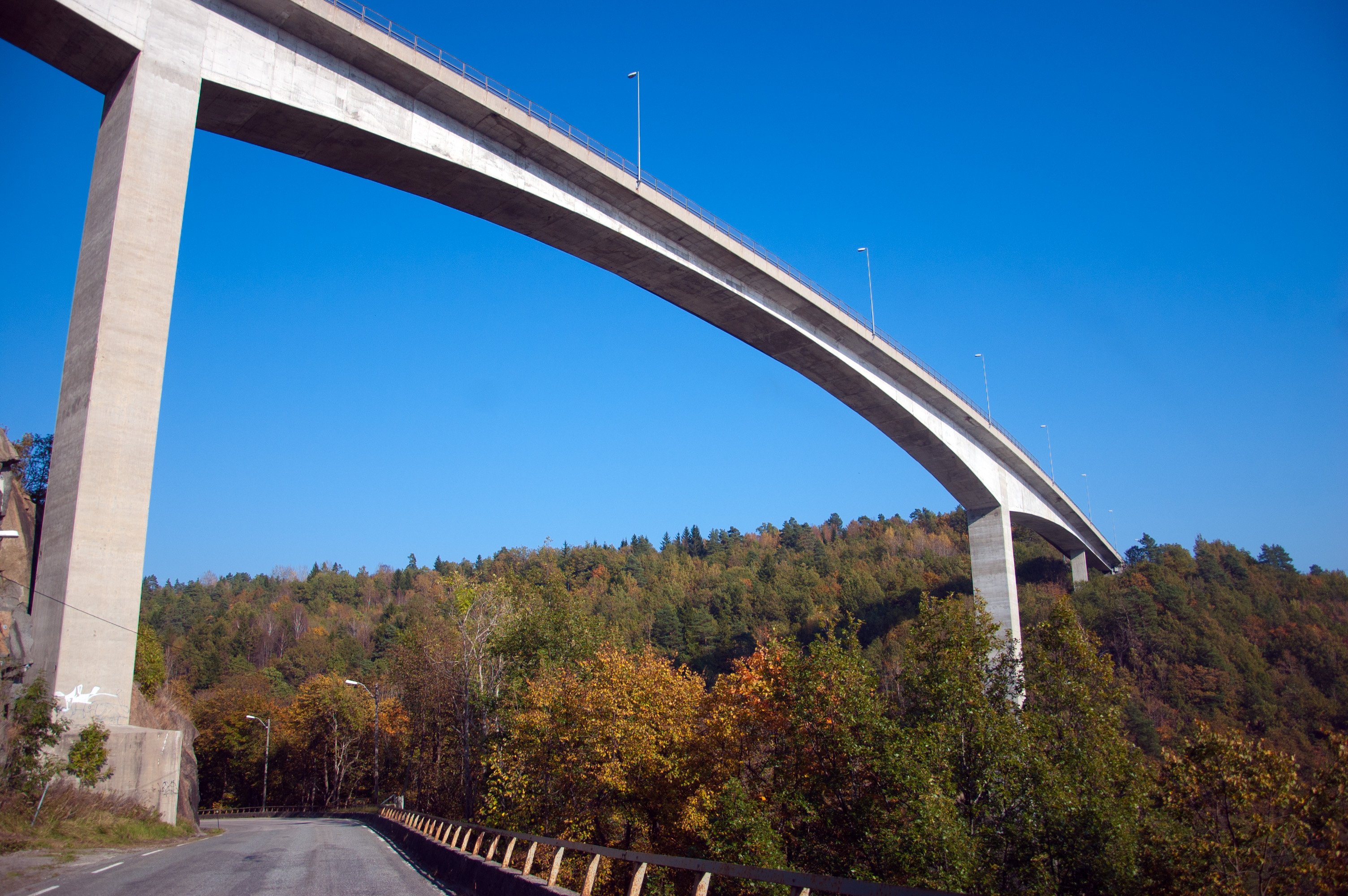
Westliche Langangen-Brücke
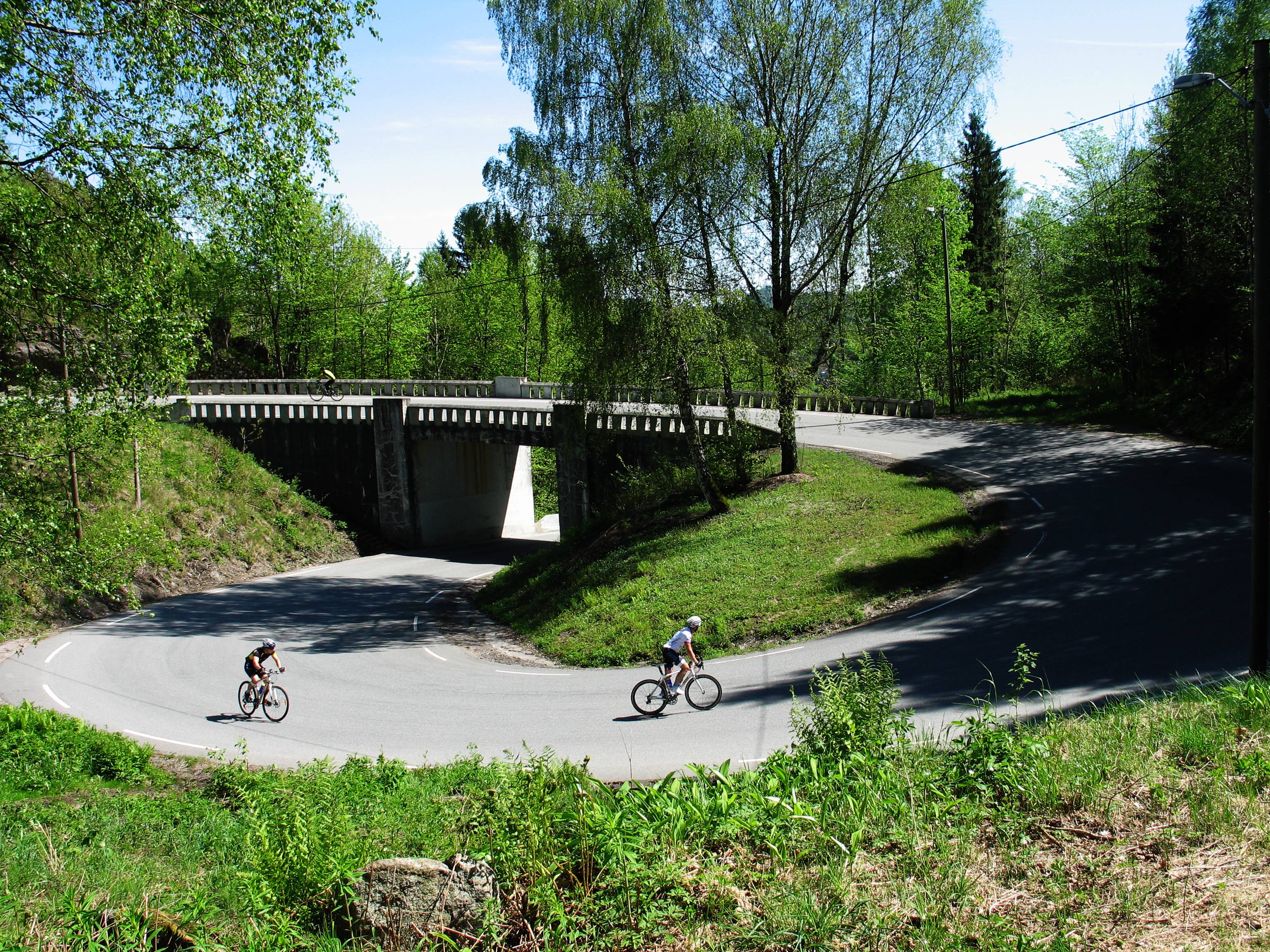
Korketrekkeren

## Kirche
Im Westen des Orts steht die Langangen kirke. Die Holzkirche hat rund 150 Sitzplätze.

## Name
Der Name Langangen leitet sich vom altnordischen Wort angr (deutsch „Fjord, Bucht“) ab und bedeutet „der lange Fjord“.